# Musqueam Indian Reserve 4
Musqueam Indian Reserve 4 (franska: Réserve indienne Musqueam 4) är ett reservat i Kanada.   Det ligger i provinsen British Columbia, i den södra delen av landet, 3 500 km väster om huvudstaden Ottawa. 
Trakten runt Musqueam Indian Reserve 4 består till största delen av jordbruksmark. Runt Musqueam Indian Reserve 4 är det tätbefolkat, med 442 invånare per kvadratkilometer.